# Пучинян Степан Пилипович
Пучинян Степан Пилипович (1927—2018) — радянський, російський кінорежисер, актор, сценарист і звукорежисер. Заслужений діяч мистецтв РРФСР (1991); Народний артист Росії (1997).
Народився 28 листопада 1927 р. Закінчив економічний (1950) та режисерський (1966) факультети Всесоюзного державного інституту кінематографії.
Поставив на Одеській кіностудії фільми: «Повість про чекіста» (1969, у співавт. з Б. Дуровим), «Сутичка» (1972).

## Фільмографія
Другий режисер:
- «Вертикаль» (1967, реж. С. Говорухін, Б. Дуров)

Режисер-постановник:
- «Повість про чекіста» (1969, у співавт. з Б. Дуровим, Одеська кіностудія)
- «Сутичка» (1972, Одеська кіностудія)
- «Найкрасивіший кінь» (1976)
- «День весілля доведеться уточнити» (1979)
- «З життя начальника карного розшуку» (1983)
- «Гангстери в океані» (1991, сценарист) та ін.